# Eleftherios Papasymeon
Eleftherios Papasymeon (griego: Ελευθέριος Παπασυμεών) fue un atleta griego que compitió en los Juegos Olímpicos de Atenas 1896. 
Papasymeon fue uno de los diecisiete atletas que iniciaron la carrera de maratón; finalizó quinto de los nueve atletas que completaron el recorrido.